# 前原遺跡
前原遺跡（まえはらいせき）は、東京都小金井市前原町一・二丁目および中町四丁目にある後期旧石器時代、縄文時代、近世にかけての複合遺跡である。

## 遺跡の概要
後期旧石器時代～縄文時代、近世の集落遺跡である。野川の河川改修により発掘調査が行われた。後期旧石器時代は前半期～終末期の計6層の文化層が検出されている。縄文時代は中期～後期の集落跡である。近世は土壙墓1基が検出されている。
武蔵野台地の南端、国分寺崖線の南側、立川面に位置する。本来は野川の右岸に立地していたが、河川改修の結果、現在では遺跡範囲の北側部分を野川が横断する形となっている。立川ローム層Ⅹ層の下位まで確認され、以下シルト・砂層～礫層に移行し、立川1面に相当する。遺跡の標高は50～52メートルである。
近隣には、同じ野川右岸、立川面の遺跡として西側に貫井南遺跡、東側に七軒家遺跡があり、対岸の野川左岸にはやや東寄りに新橋遺跡、さらに東側に野川中洲北遺跡がある。国分寺崖線上の武蔵野面には中山谷遺跡、西側に西之台遺跡があり、野川流域遺跡群を構成する。

## 調査の歴史
1975年（昭和50年）に野川改修工事に伴い発掘調査が行なわれ、後期旧石器時代の6層の文化層と縄文時代中期～後期の竪穴建物跡10棟、近世の土壙墓などが検出された。

## 主な遺構
- 石器集中部（ブロック）
- 礫群・配石
- 炭化物集中部
- 竪穴建物跡
- 柄鏡形建物跡
- 土坑
- 集石・集石土坑
- 土壙墓

## 主な出土品
- ナイフ形石器
- 石槍（槍先形尖頭器）
- スクレイパー
- 有舌尖頭器
- 石鏃
- 打製石斧
- 石匙
- スタンプ形石器
- 石皿
- 縄文土器 - 隆起線文土器、条痕文土器、花積下層式、関山式、諸磯式、十三菩提式、五領ヶ台式、勝坂式、阿玉台式、加曾利E式、曽利式、称名寺式、堀之内式
- 土器片錘
- 土製円盤
- 垂玉

## 遺跡の変遷

### 後期旧石器時代

#### 前半期
- Ⅶ層：石器7点が1カ所の集中部から出土した。内訳はスクレイパー2点、剥片5点。すべてチャート製。礫群は伴わない[1][4]。

#### 後半期
Ⅳ下層、Ⅳ中2層、Ⅳ中1層、Ⅳ上層が該当する。
- Ⅳ下層：石器285点が5カ所の集中部から出土した。内訳はナイフ形石器11点、台形様石器1点、角錐状石器1点、スクレイパー7点、彫器1点、使用痕剥片1点、石核17点、剥片243点、石核再生剥片2点、ハンマー1点。黒曜石製のものがもっとも多く、次いで砂岩、珪質粘板岩なども利用している。礫群13基を伴う[1][4]。
- Ⅳ中2層：石器705点が9カ所の集中部から出土した。内訳はナイフ形石器44点、台形様石器11点、角錐状石器6点、スクレイパー9点、彫器1点、ドリル1点、使用痕剥片19点、石核36点、剥片577点、礫器1点。黒曜石製のものがもっとも多く、次いでチャート、砂岩なども利用している。礫群13基を伴い、とくに3号礫群は直径8mの範囲から2544点（計399kg）の礫が出土した。日本列島の後期旧石器時代において最大級の礫群である[1][4]。
- Ⅳ中1層：石器209点が13カ所の集中部から出土した。内訳はナイフ形石器41点、スクレイパー3点、彫器6点、使用痕剥片13点、石核17点、剥片210点（石刃多数を含む）、石核再生剥片1点、礫器7点、磨石1点。大半が凝灰岩製で、他にチャート、珪質粘板岩なども利用している。礫群11基を伴う[1][4]。ナイフ形石器は二側縁加工のものが卓越し、先断形が伴う。いわゆる「砂川型式期」[5]に該当する。
- Ⅳ上層：石器145点が2カ所の集中部から出土した。内訳はナイフ形石器7点、台形様石器1点、石槍4点、スクレイパー6点、彫器5点、使用痕剥片5点、石核4点、剥片114点、礫器1点。大半が黒曜石製である。礫群2基、配石1基を伴う[1][4]。

#### 終末期
- Ⅲ層：石器69点が2カ所の集中部から出土した。内訳は石槍4点、スクレイパー3点、彫器1点、石核1点、剥片57点、礫器3点。砂岩製、次いで粘板岩製のものが多い。石槍は大型の両面加工である。礫群1基、配石3基を伴う[1][4]。

### 縄文時代

#### 草創期
隆起線文土器、有舌尖頭器が出土している。遺構は検出されていない。

#### 早期
早期後半の貝殻条痕文系土器が出土している。スタンプ形石器が伴うものと考えられる。遺構は検出されていない。

#### 前期
花積下層式、関山式、諸磯a～c式、十三菩提土器が出土している。遺構は検出されていない。

#### 中期
勝坂2式期の竪穴建物跡6棟、土坑3基、加曾利E1式期の竪穴建物跡1棟が検出されている。

#### 後期
称名寺式期の柄鏡形建物跡1棟、土坑2基、堀之内1式期の竪穴建物跡2棟が検出されている。

### 近世
土壙墓1基が検出されており、熟年男性1体の人骨と寛永通宝、数珠が出土している。

### 発掘調査報告書
- 国際基督教大学考古学研究センター『前原遺跡』 3巻〈Occasional Papers〉、1976年（原著1976年）。 NCID BA74855905。